# Champniers (Vienne)
Pour les articles homonymes, voir Champniers.
Champniers est une commune du Centre-Ouest de la France, située dans le département de la Vienne  en région Nouvelle-Aquitaine.
Ses habitants sont appelés les Camponégriens.

## Géographie

### Localisation
Champniers est située à 40 km au sud-est de Poitiers.

### Communes limitrophes
|         | Romagne    |                   |
| Blanzay | Champniers | Saint-Romain      |
|         | Savigné    | La Chapelle-Bâton |

### Géologie et relief
La région de Champniers présente un paysage de plaines vallonnées plus ou moins boisées. Le terroir se compose
- pour 78 % de Terres Rouges plus ou moins profondes situées sur les plateaux. Ce sont des sols acajou, siliceux, dérivés d’argiles ferrugineuses à silex provenant d’épandages superficiels du Massif Central,
- pour 17 % de terres de brandes sur les plateaux du Seuil du Poitou,
- pour 4 % de bornais (ce sont des sols brun clair sur limons, profonds et humides, à tendance siliceuse) situées aussi sur les plateaux du seuil du Poitou,
- pour 1 % de groies profondes dans les plaines. Les groies sont des terres du Sud-Ouest de la France, argilo-calcaires, peu profondes  - en général de moins de 50 cm d’épaisseur – et  plus ou moins riches en cailloux. Elles sont fertiles et saines et donc, propices à la polyculture céréalière.

La lande est, ici, de type atlantique: elle est souvent dominée par la Bruyère arborescente et l’Ajonc d’Europe qui constituent un couvert difficilement pénétrable pouvant atteindre 3 m de hauteur. Dans ce cas, la lande prend le nom régional de « brandes ». C’est un espace issu de la dégradation et de l’exploitation intensive de la forêt originelle. La lande couvrait jusqu’à la fin du XIXe siècle plusieurs dizaines de milliers d’hectares (90 000 hectares pour le département de la Vienne vers 1877). Cette terre a été largement mise en culture à la suite de défrichements ou boisées avec du Pin maritime. Il s’agit maintenant d’espaces marginaux et menacés car considérés comme « improductifs ». Pourtant, la lande joue un rôle majeur pour une biodiversité qui s’est adaptée et a survécu en leur sein et il s’agit également d’un espace refuge pour de nombreuses espèces de mammifères.
En 2006, 88,8 % de la superficie de la commune était occupée par l'agriculture, 9,2 % par des forêts et des milieux semi-naturels et 1,7 % par des zones construites et aménagées par l'homme (voirie).

### Hydrographie
Aucun cours d’eau n'a été recensé sur le territoire de la commune.

### Climat
Pour des articles plus généraux, voir Climat de la Nouvelle-Aquitaine et Climat de la Vienne.
Historiquement, la commune est exposée à un climat océanique du nord-ouest.  
En 2020, Météo-France publie une typologie des climats de la France métropolitaine dans laquelle la commune est exposée à un climat océanique altéré et est dans la région climatique  Poitou-Charentes, caractérisée par un bon ensoleillement, particulièrement en été et des vents modérés.
Pour la période 1971-2000, la température annuelle moyenne est de 11,7 °C, avec une amplitude thermique annuelle de 14,8 °C. Le cumul annuel moyen de précipitations est de 822 mm, avec 11,5 jours de précipitations en janvier et 7 jours en juillet. Pour la période 1991-2020, la température moyenne annuelle observée sur la station météorologique la plus proche, située sur la commune de Civray à 8,43 km à vol d'oiseau, est de 12,6 °C et le cumul annuel moyen de précipitations est de 841,4 mm,. Pour l'avenir, les paramètres climatiques de la commune estimés pour 2050 selon différents scénarios d’émission de gaz à effet de serre sont consultables sur un site dédié publié par Météo-France en novembre 2022.

### Voies de communication et transports
Les gares et les haltes ferroviaires proches de la commune :
- la halte d'Épanvilliers à 8,5 km ;
- la gare de Saint-Saviol à 14,5 km ;
- la halte ferroviaire d'Anché-Voulon à 21 km ;
- la gare de Ruffec à 26,5 km ;
- la halte de Vivonne à 27,6 km.

Les aéroports les plus proches de Champniers sont :
- l'aéroport de Poitiers-Biard à 47 km ;
- l'aérodrome de Niort - Souché à 70 km.
- l'aéroport international Angoulême-Cognac à 71 km ;

## Urbanisme

### Typologie
Au 1er janvier 2024, Champniers est catégorisée commune rurale à habitat très dispersé, selon la nouvelle grille communale de densité à sept niveaux définie par l'Insee en 2022.
Elle est située hors unité urbaine et hors attraction des villes,.

### Occupation des sols
L'occupation des sols de la commune, telle qu'elle ressort de la base de données européenne d’occupation biophysique des sols Corine Land Cover (CLC), est marquée par l'importance des territoires agricoles (89 % en 2018), une proportion sensiblement équivalente à celle de 1990 (89,4 %). La répartition détaillée en 2018 est la suivante : 
terres arables (71,3 %), zones agricoles hétérogènes (17,7 %), forêts (9,3 %), zones urbanisées (1,7 %). L'évolution de l’occupation des sols de la commune et de ses infrastructures peut être observée sur les différentes représentations cartographiques du territoire : la carte de Cassini (XVIIIe siècle), la carte d'état-major (1820-1866) et les cartes ou photos aériennes de l'IGN pour la période actuelle (1950 à aujourd'hui).

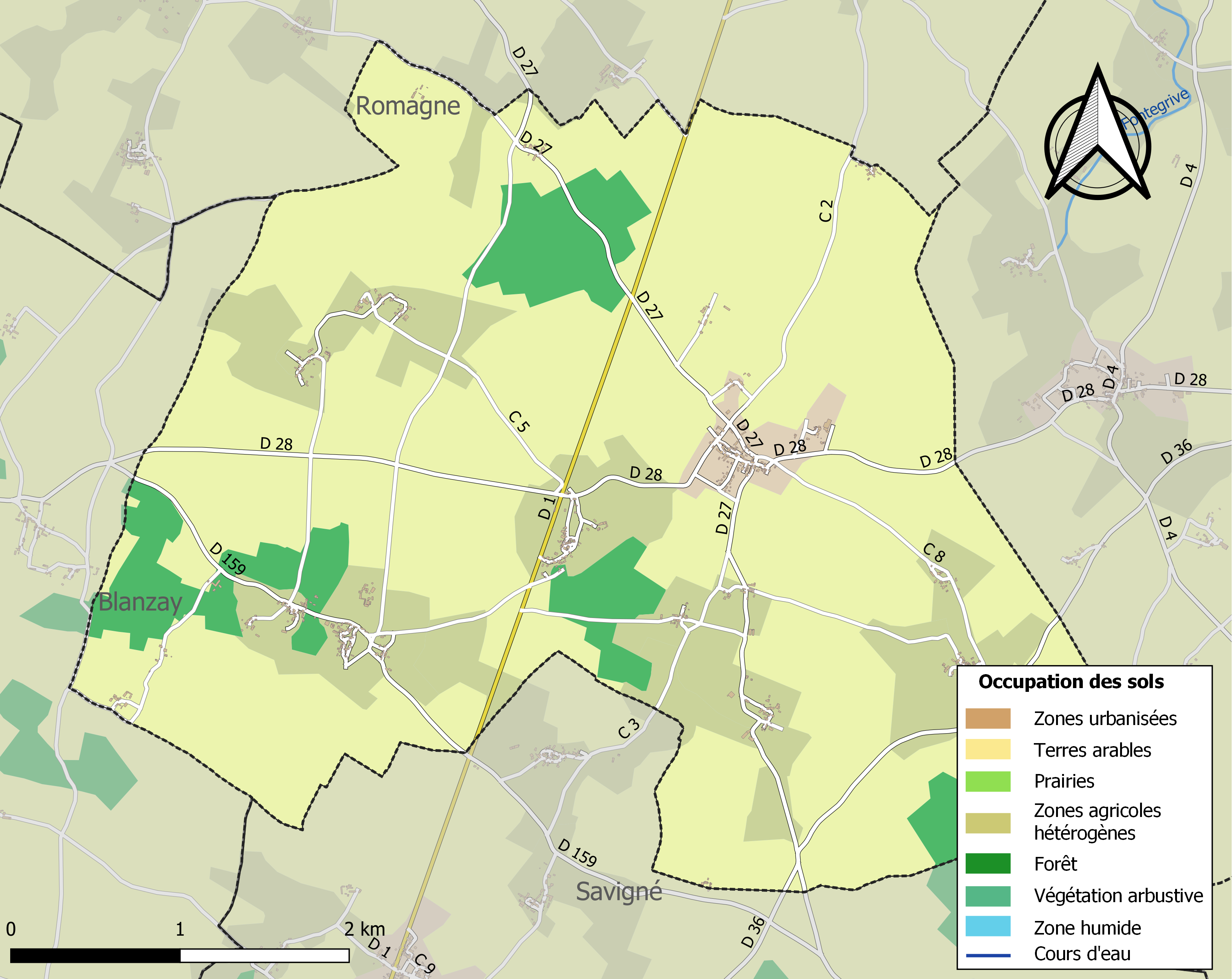
Carte des infrastructures et de l'occupation des sols de la commune en 2018 (CLC).

### Risques majeurs
Le territoire de la commune de Champniers est vulnérable à différents aléas naturels : météorologiques (tempête, orage, neige, grand froid, canicule ou sécheresse), mouvements de terrains et séisme (sismicité modérée). Il est également exposé à un risque technologique,  le transport de matières dangereuses. Un site publié par le BRGM permet d'évaluer simplement et rapidement les risques d'un bien localisé soit par son adresse soit par le numéro de sa parcelle.

#### Risques naturels

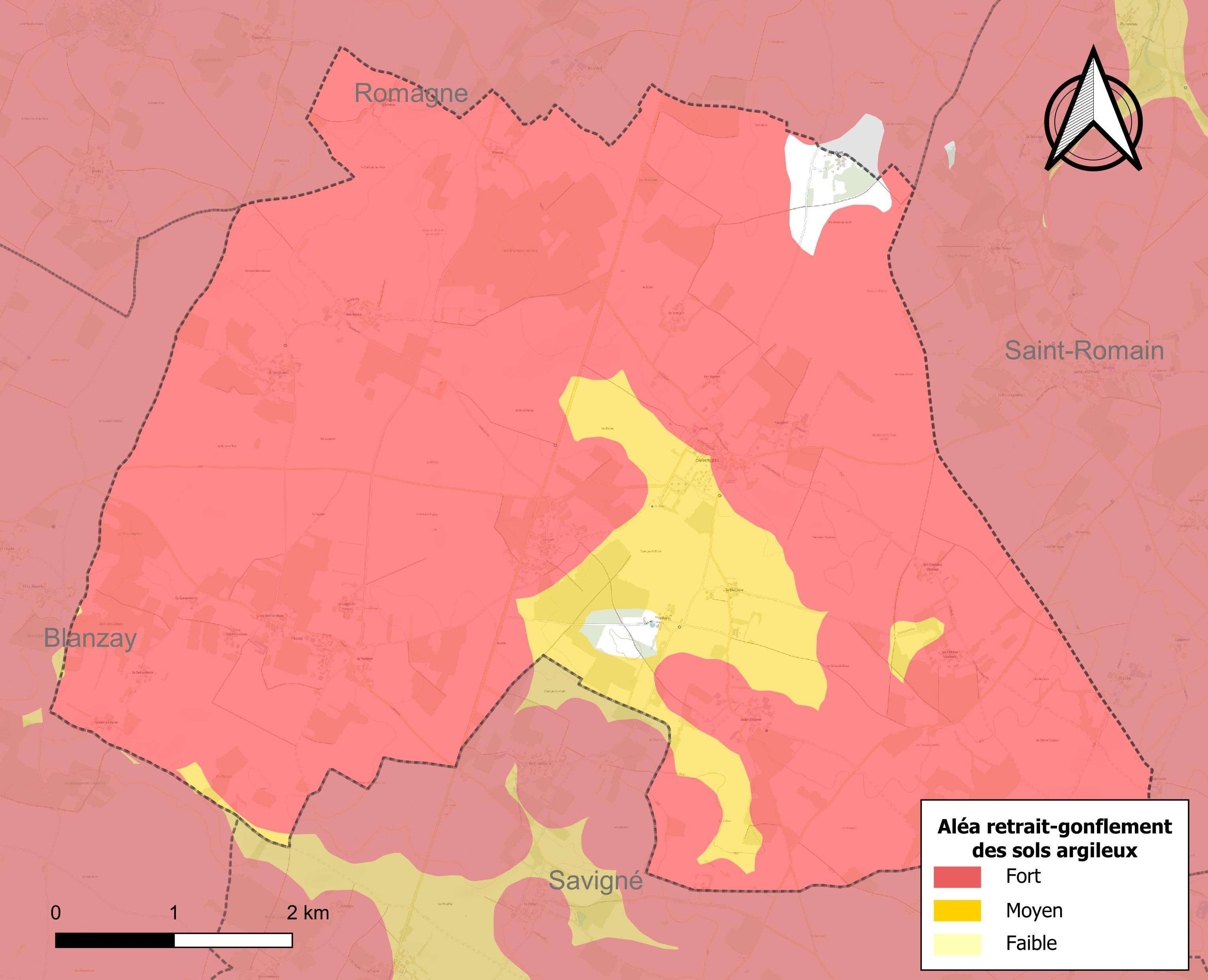
Carte des zones d'aléa retrait-gonflement des sols argileux de Champniers.

Les mouvements de terrains susceptibles de se produire sur la commune sont des affaissements et effondrements liés aux cavités souterraines (hors mines) et des tassements différentiels. Afin de mieux appréhender le risque d’affaissement de terrain, un inventaire national permet de localiser les éventuelles cavités souterraines sur la commune. Le retrait-gonflement des sols argileux est susceptible d'engendrer des dommages importants aux bâtiments en cas d’alternance de périodes de sécheresse et de pluie. 98,3 % de la superficie communale est en aléa moyen ou fort (79,5 % au niveau départemental et 48,5 % au niveau national). Depuis le 1er octobre 2020, en application de la loi ÉLAN, différentes contraintes s'imposent aux vendeurs, maîtres d'ouvrages ou constructeurs de biens situés dans une zone classée en aléa moyen ou fort,.
La commune a été reconnue en état de catastrophe naturelle au titre des dommages causés par les inondations et coulées de boue survenues en 1982, 1983, 1999, 2010 et 2017, par la sécheresse en 2015 et 2016 et par des mouvements de terrain en 1999 et 2010.

## Toponymie
Le nom du bourg avant 1801 était Champiner.

## Politique et administration

### Intercommunalité
Depuis 2015, Champniers est dans le canton de Civray (no 6) du département de la Vienne. Avant la réforme des départements, Champniers était dans le canton no 5 de Civray dans la 3e circonscription.

### Liste des maires
| Période                                  | Période  | Identité              | Étiquette | Qualité                                                                             |
| ---------------------------------------- | -------- | --------------------- | --------- | ----------------------------------------------------------------------------------- |
| Les données manquantes sont à compléter. |          |                       |           |                                                                                     |
| mars 2001                                | En cours | Jean-Olivier Geoffroy | LR        | Conseiller départemental du Canton de Civray Président de la Communauté de communes |

### Instances judiciaires et administratives
La commune relève du tribunal d'instance de Poitiers, du tribunal de grande instance de Poitiers, de la cour d'appel  Poitiers, du tribunal pour enfants de Poitiers, du conseil de prud'hommes de Poitiers, du tribunal de commerce de Poitiers, du tribunal administratif de Poitiers et de la cour administrative d'appel  de  Bordeaux, du tribunal des pensions de Poitiers, du tribunal des affaires de la Sécurité sociale de la Vienne, de la cour d’assises de la Vienne

## Population et société

### Démographie
L'évolution du nombre d'habitants est connue à travers les recensements de la population effectués dans la commune depuis 1793. Pour les communes de moins de 10 000 habitants, une enquête de recensement portant sur toute la population est réalisée tous les cinq ans, les populations de référence des années intermédiaires étant quant à elles estimées par interpolation ou extrapolation. Pour la commune, le premier recensement exhaustif entrant dans le cadre du nouveau dispositif a été réalisé en 2004.

En 2022, la commune comptait 354 habitants, en évolution de +1,14 % par rapport à 2016 (Vienne : +0,6 %, France hors Mayotte : +2,11 %).
| 1793 | 1800 | 1806 | 1821 | 1831 | 1836 | 1841 | 1846 | 1851 |
| ---- | ---- | ---- | ---- | ---- | ---- | ---- | ---- | ---- |
| 636  | 620  | 631  | 672  | 704  | 707  | 796  | 776  | 825  |

| 1856 | 1861 | 1866 | 1872 | 1876 | 1881 | 1886 | 1891 | 1896 |
| ---- | ---- | ---- | ---- | ---- | ---- | ---- | ---- | ---- |
| 822  | 804  | 857  | 777  | 816  | 830  | 870  | 876  | 864  |

| 1901 | 1906 | 1911 | 1921 | 1926 | 1931 | 1936 | 1946 | 1954 |
| ---- | ---- | ---- | ---- | ---- | ---- | ---- | ---- | ---- |
| 893  | 889  | 845  | 798  | 750  | 732  | 684  | 712  | 658  |

| 1962 | 1968 | 1975 | 1982 | 1990 | 1999 | 2004 | 2006 | 2009 |
| ---- | ---- | ---- | ---- | ---- | ---- | ---- | ---- | ---- |
| 606  | 502  | 400  | 398  | 400  | 348  | 364  | 369  | 357  |

| 2014 | 2019 | 2022 | - | - | - | - | - | - |
| ---- | ---- | ---- | - | - | - | - | - | - |
| 348  | 352  | 354  | - | - | - | - | - | - |

En 2008, la densité de population de la commune était de 18 hab./km2, 61 hab./km2 pour le département, 68 hab./km2 pour la région Poitou-Charentes et 115 hab./km2 pour la France.
La population s'est accrue entre 1999 et 2004 de 6,6 %.
Les dernières statistiques démographiques pour la commune de Champniers ont été fixées en 2009 et publiées en 2012. Il ressort que la mairie de Champniers administre une population totale de 367 personnes. À cela, il faut soustraire les résidences secondaires (10 personnes) pour constater que la population permanente sur le territoire de la commune est de 357 habitants.
Selon l'Insee, La répartition par sexe de la population est la suivante :
- en 1999 : 51,7 % d'hommes et 48,3 % de femmes.
- en 2004 : le nombre d'hommes était de 50,3 % et le nombre de femmes de 49,7 %.
- en 2010 : 49,4 % d'hommes pour 50,6 % de femmes.

En 2004 :
- Le nombre de célibataires était de : 24,9 % dans la population,
- Les couples mariés représentaient 58,2 % de la population et les divorcés 3,4 %,
- Le nombre de veuves et veufs était de 13,5 %.

### Enseignement
La commune de Champniers dépend de l'académie de Poitiers (rectorat de Poitiers) et son école primaire publique dépend de l'inspection académique de la Vienne.
Les communes de Blanzay et Champniers ont mis en place un regroupement pédagogique intercommunal. La commune de Blanzay accueille trois classes (maternelle et primaire) et la 4e classe (primaire) du regroupement pédagogique est située à Champniers.

## Économie

### Agriculture

Cultures près d'Erveux, au nord de la commune

Selon la direction régionale de l'Alimentation, de l'Agriculture et de la Forêt de Poitou-Charentes, il n'y a plus que 24 exploitations agricoles en 2010 contre 31 en 2000.
Les surfaces agricoles utilisées ont diminué et sont passées de 2 078 hectares en 2000 à 1 902 hectares en 2010. 55 % sont destinées à la culture des céréales (blé tendre,orges et maïs), 30 % pour les oléagineux (colza et tournesol), 11 % pour le fourrage et moins de 1 % reste en herbes.
Six exploitations en 2010 (contre 10 en 2000) abritent un élevage de bovins (385 têtes en 2010 contre 440 têtes en 2000). 5 exploitations en 2010 (contre 11 en 2000) abritent un élevage d'ovins (182 têtes en 2010 contre 399 têtes en 2000). L'élevage de chèvres est dominant: 840 têtes en 2000 répartis sur 6 fermes contre 1 101 têtes en 2010 répartis sur 3 fermes. C’est un des troupeaux importants de caprins du département de la Vienne (74 500 têtes en 2011) qui est le deuxième département pour l’élevage des chèvres derrière le département des Deux-Sèvres. La vocation laitière du troupeau est très forte. Moins de 2 % des élevages caprins sont non laitiers en 2000. La quasi-totalité de la production laitière, en constante augmentation (de 2000 à 2011 : + 44 %) est livrée à l’industrie agro-alimentaire soit 96 % des 485 000 hectolitres  récoltés dans l’ensemble du département de la Vienne en 2004. La production de fromage à la ferme reste très marginale et ne représente que 1 % de la production de lait et 6 % des fermes. 75 % des élevages sont basés sur un système de production de type hors sol, la surface agricole étant destinée essentiellement dans ce cas, à la production de fourrage. 75 % de ces exploitations  n’élèvent que des chèvres.
L'élevage de volailles a disparu en 2010 (292 têtes sur 17 fermes en 2000)
La transformation de la production agricole est de qualité et permet aux exploitants d’avoir droit, sous conditions, aux appellations et labels suivants :
- Chabichou du Poitou (AOC)
- Beurre Charente-Poitou (AOC)
- Beurre des Charente (AOC)
- Beurre des Deux-Sèvres (AOC)
- Veau du Limousin (IGP)
- Agneau du Poitou-Charentes (IGP)
- Porc du Limousin (IGP)
- Jambon de Bayonne (IGP)

### Commerce et service
En 2012, il ne reste plus qu'un seul commerce à savoir une boulangerie.
Les marchés les plus proches sont organisés un à Chaunay, le lundi matin, place du Marché (30 exposants) et deux à Civray (Vienne), place Leclerc : l'un a lieu le mardi matin (75 exposants), et l'autre le vendredi matin (25 exposants).

### Activité et emplois
Le taux d'activité était de 60,7 % en 2004 et 63,7 % en 1999.
Le taux de chômage était :
- en 1999 : 7,8 %,
- en 2004 : 8,5 %,
- en 2011 : 7,5 %.

Les retraités et les pré-retraités représentaient 40,4 % de la population en 2004 et 34,8 % en 1999.

## Culture locale et patrimoine

### Lieux et monuments

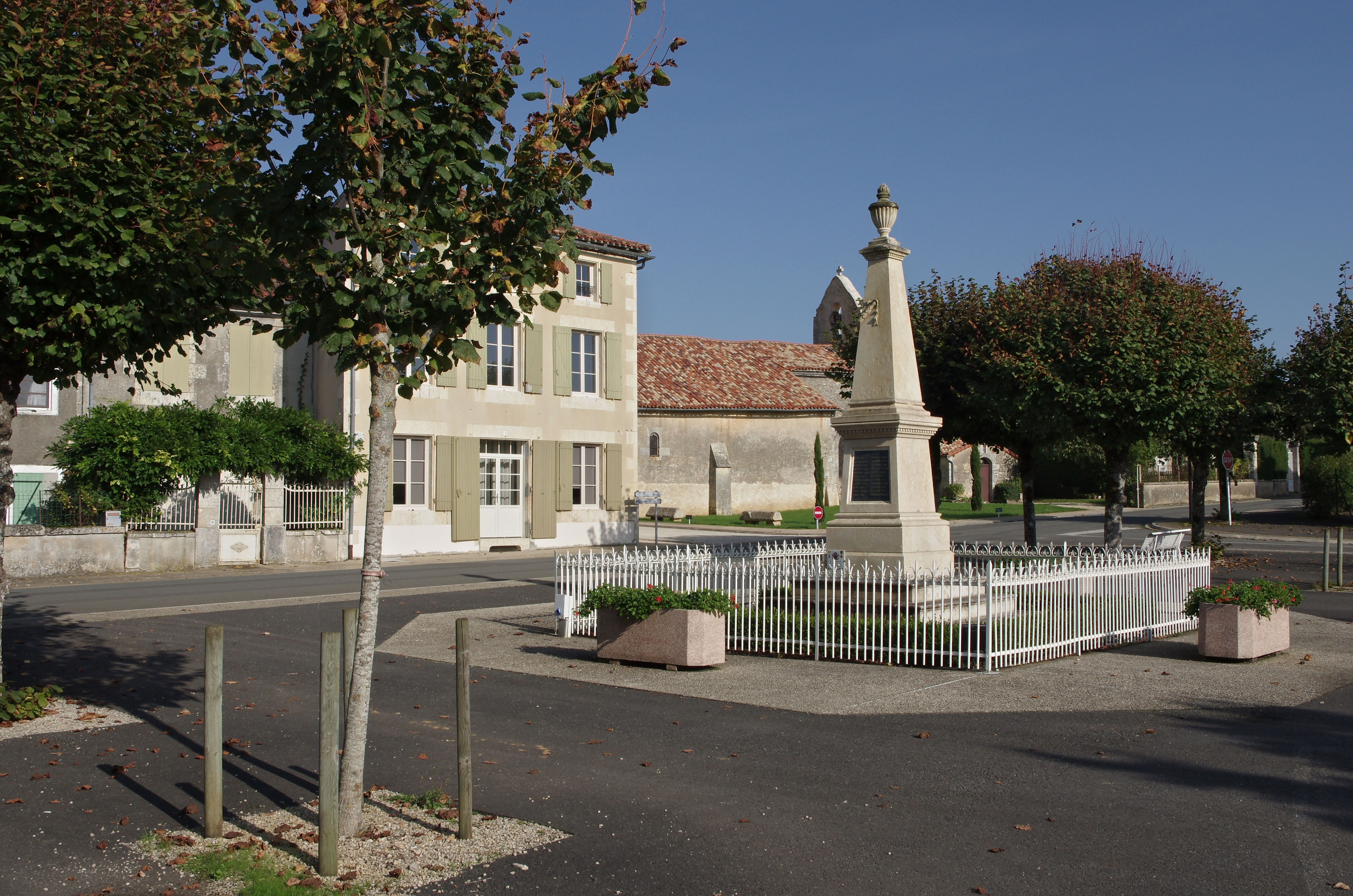
La place des Tilleuls et le monument aux morts.

- L'église Saint-Martin de Champniers présente de superbes fresques. L'édifice a été classé au titre des monuments historique en 1994[31].

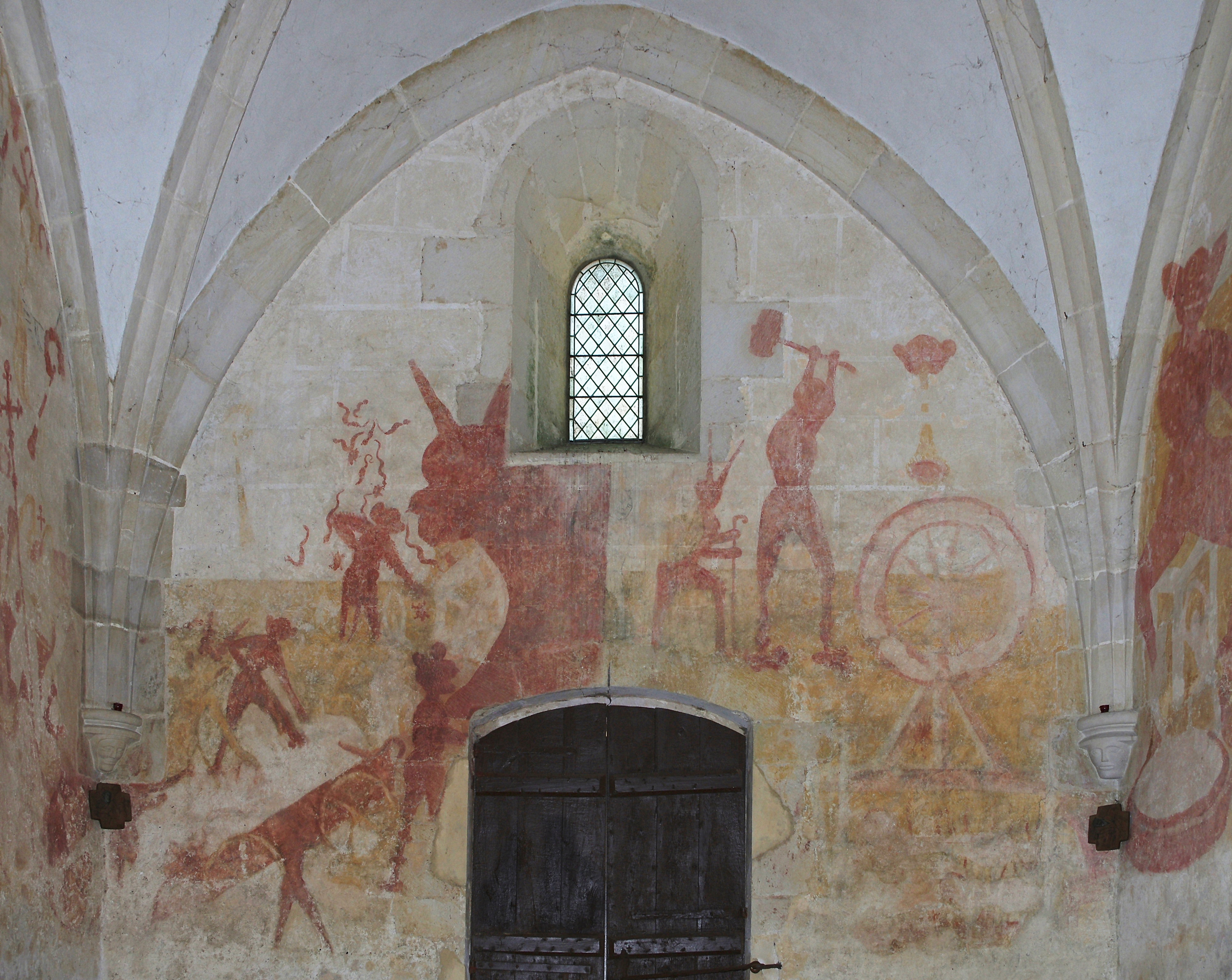
Fresque de l'enfer, mur nord-ouest.
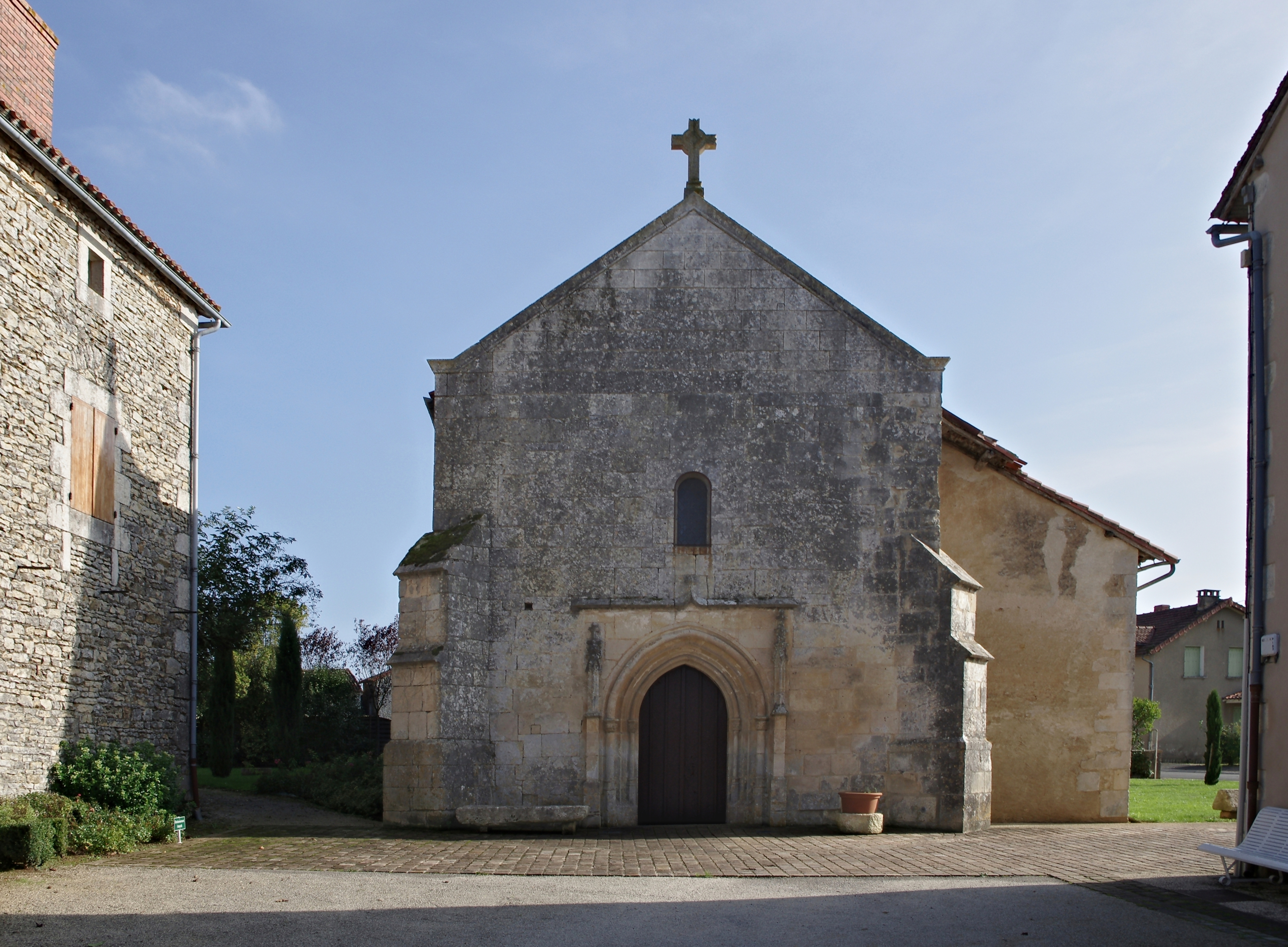
Façade de l'église.
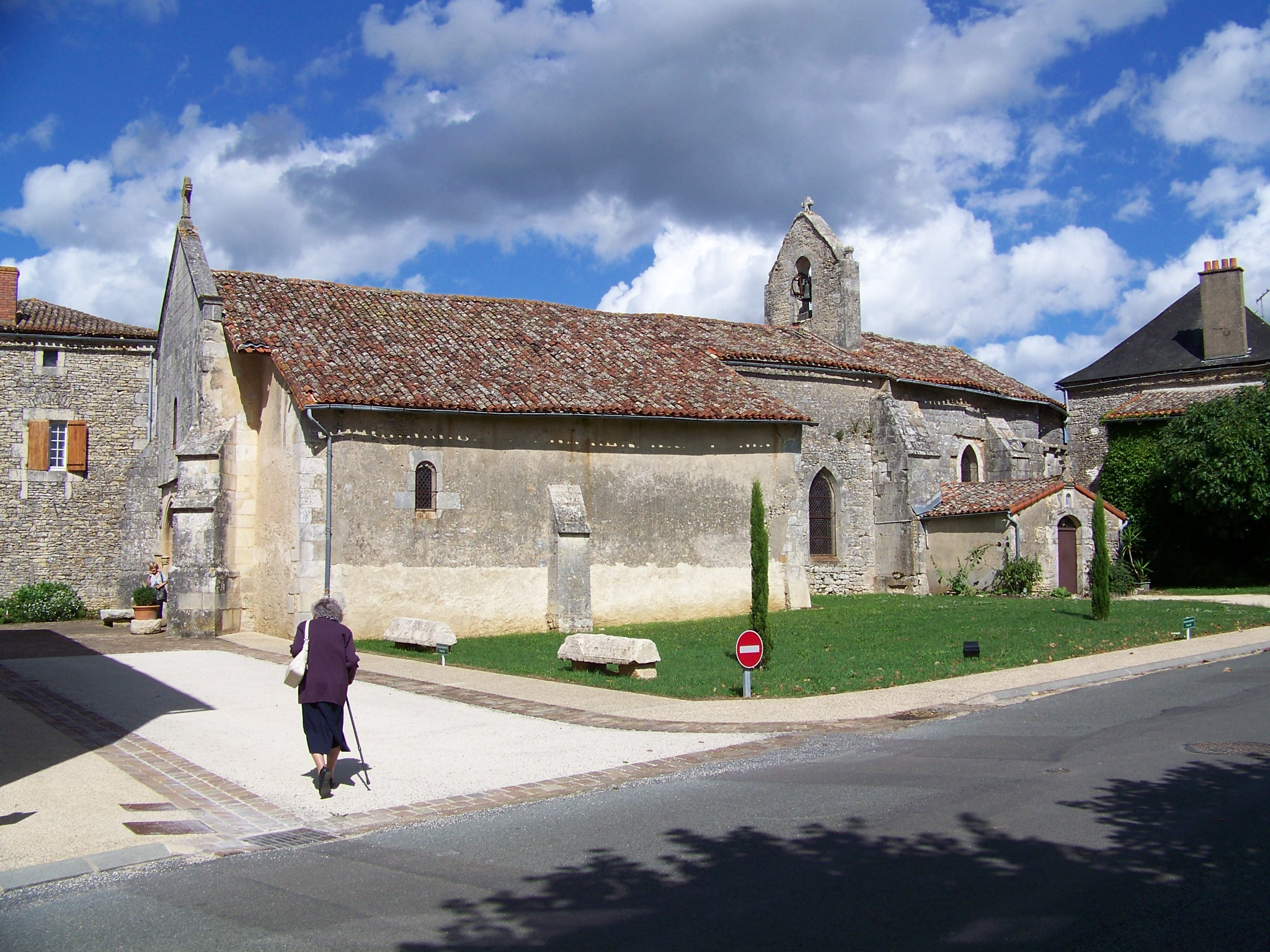
L'église, vue générale.
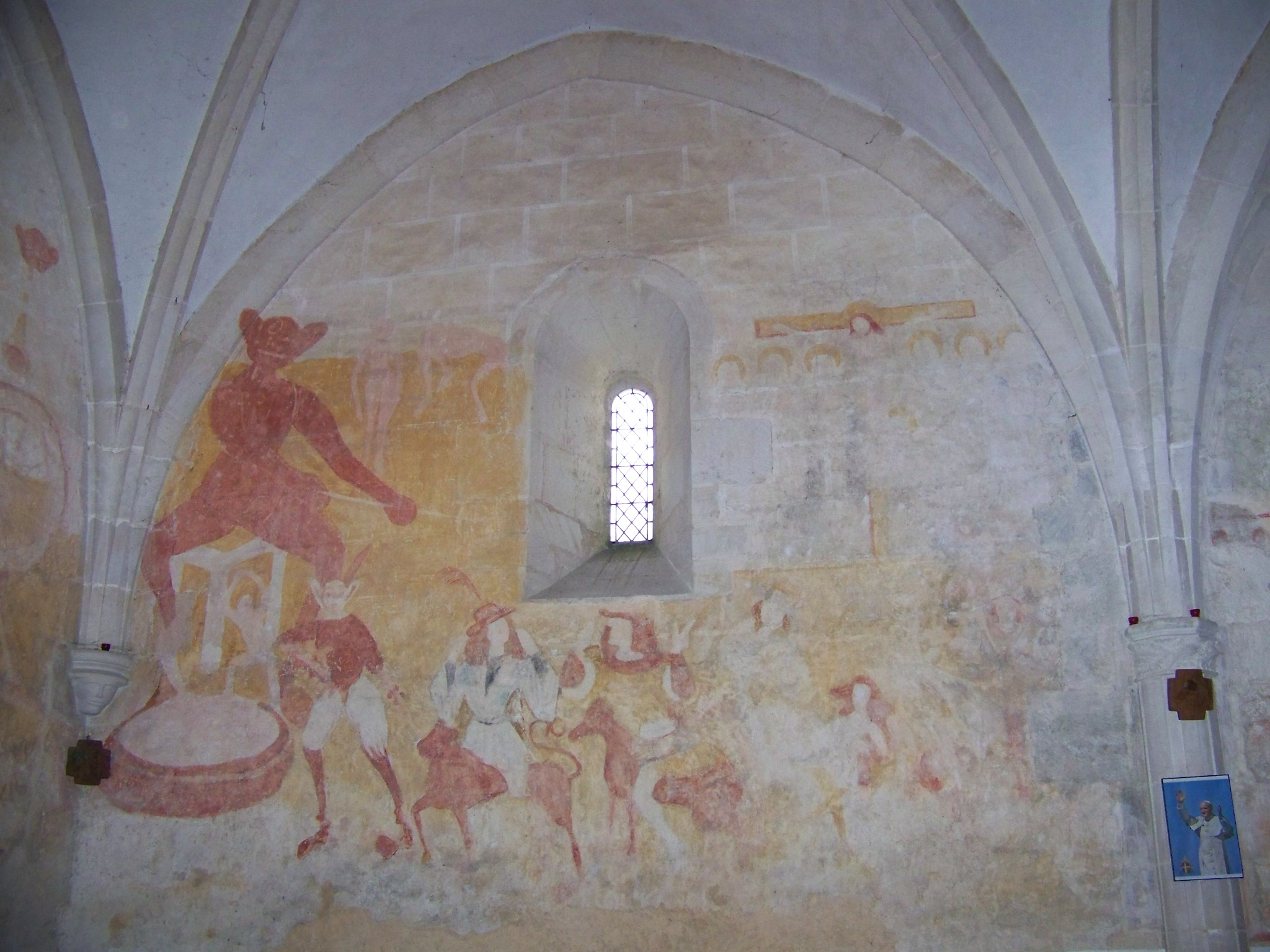
Fresque de la cavalcade des péchés capitaux.
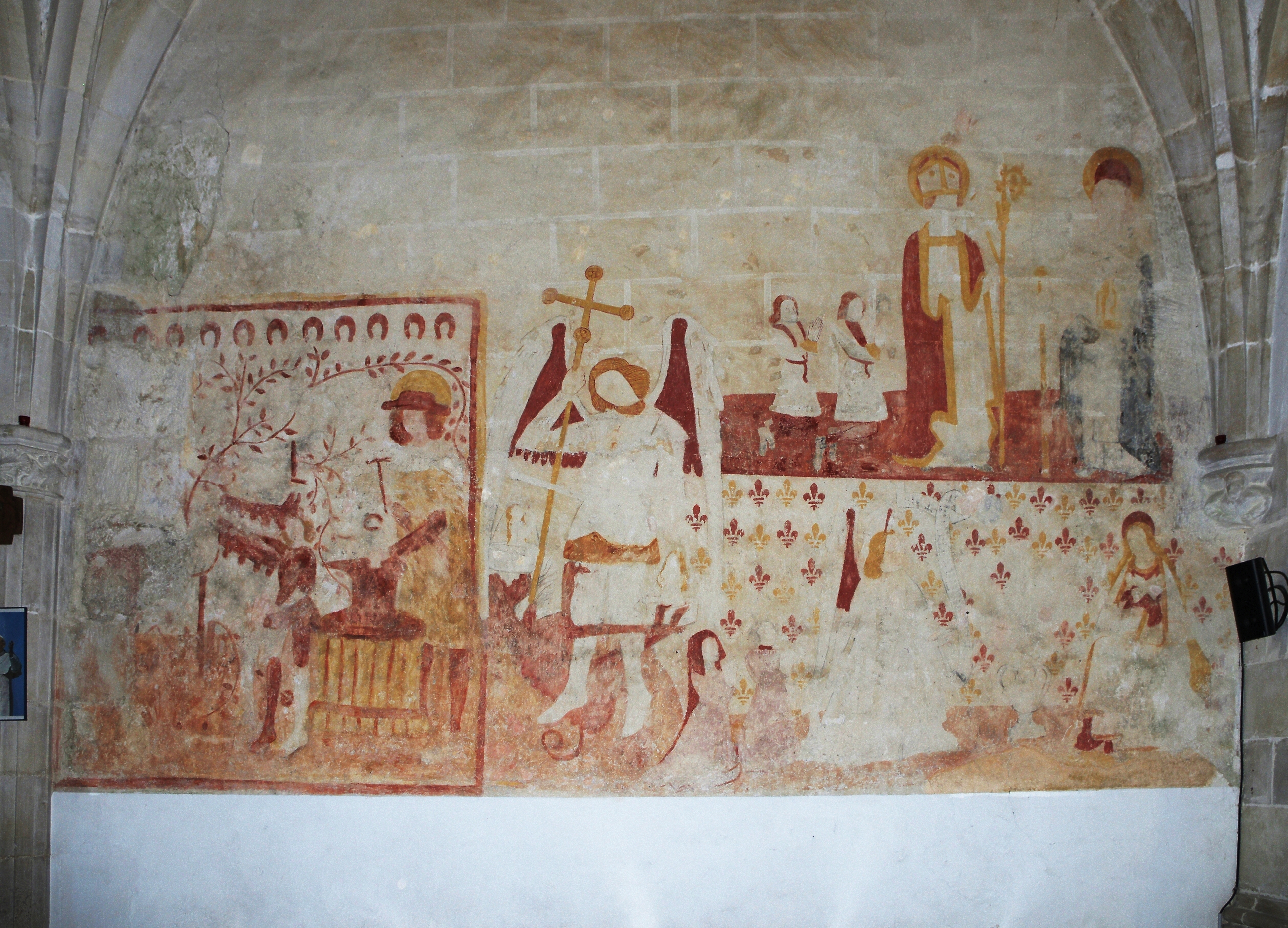
Saints, évêques et Vierge Marie.

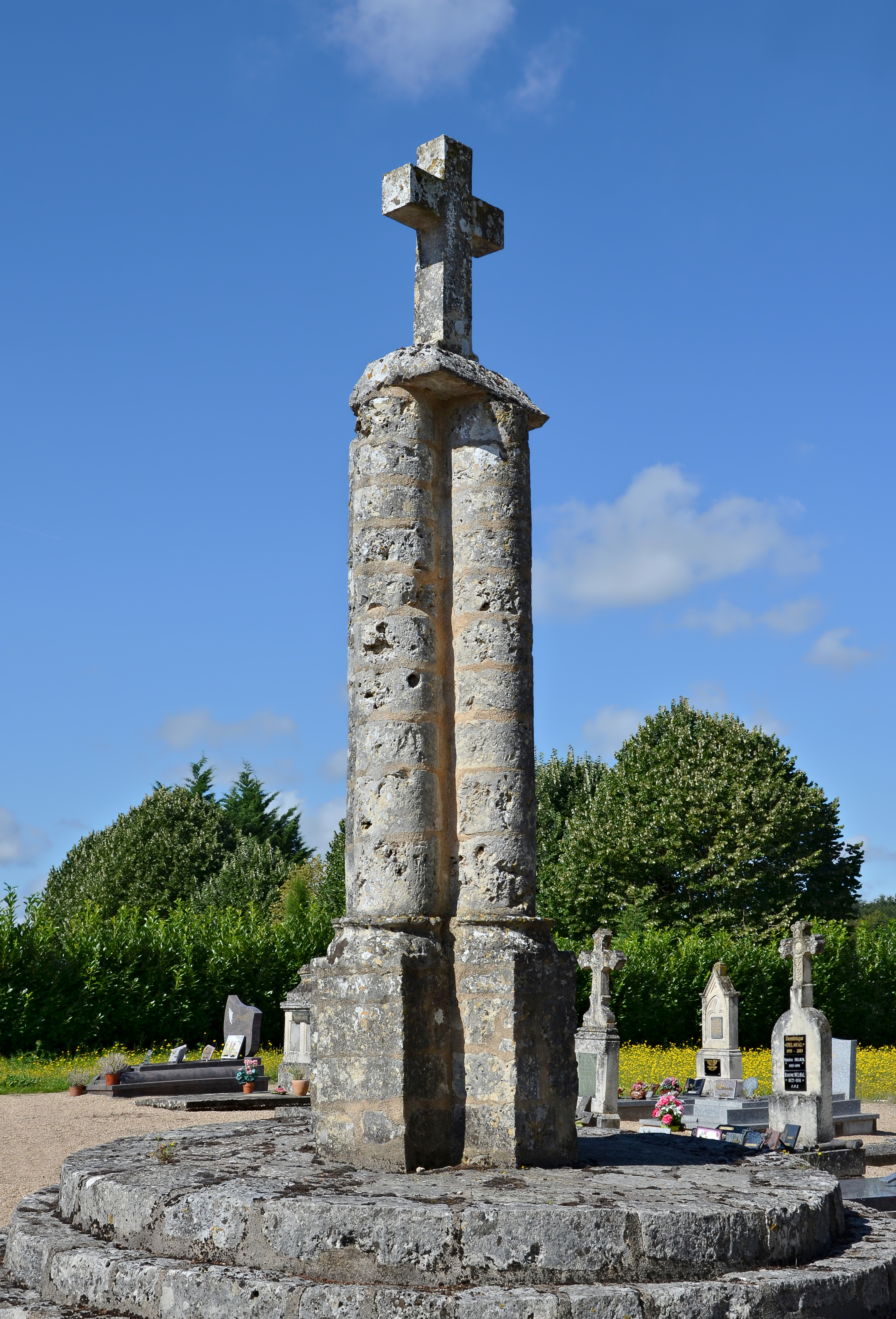
La croix hosannière du cimetière.

- Le musée rural du Vieux Cormenier. Il propose de remonter le temps et de plonger dans la vie rurale d'autrefois au travers de seize scènes : de la naissance à la dernière moisson, au début du XXe siècle. Le musée présente une belle collection d'outils et de nombreuses machines agricoles anciennes dont des tracteurs aux roues en fer, un pressoir de 1741, un vieil alambic. Toutes ces machines sont en état de fonctionnement. De nombreuses animations y sont organisées permettant de voir les anciennes machines agricoles en action, de déguster du pain sortant d'un ancien four...
- Belle croix hosannière au cimetière. C'est une croix supportée par un fut constitué d'un faisceau de quatre colonnes cylindriques engagées dans un noyau central. Chacune de ces colonnes repose sur une base circulaire moulurée, qui a pour assise une base carrée. La croix hosannière tire son nom de l'hébreu Hosanna, premier mot d'un hymne chantée le jour des Rameaux. Les villageois se rendaient en procession jusqu'au cimetière ce jour-là. Une fois arrivés au pied de la croix, ils entonnaient l'Hosanna.
- Souterrain-refuge[32].
- Selon l'Inventaire des arbres remarquables de Poitou-Charentes[33], il y a un arbre remarquable sur la commune qui est un marronnier d'Inde situé au lieu-dit Chez Bernardeau.
- Quelques forêts à visiter proches de Champniers :

* Bois de Charroux à 16,9 km ;
* Forêt de Ruffec à 20,8 km ;
* Bois de Coussières à 17 km ;
* Bois des Cartes à 22,5 km ;
* Forêt de Saint-Sauvant à 22,7 km.